# Birgitte Federspiel
Birgitte Federspiel (née à Copenhague, Danemark, le 6 septembre 1925 et morte à Odense, Danemark, le 2 février 2005) est une actrice danoise.

## Filmographie partielle
- 1955 : La Parole (Ordet) de Carl Theodor Dreyer : Inger
- 1959 : L'étranger frappe à la porte (En fremmed banker på) de Johan Jacobsen
- 1966 : La Faim (Sult) de Henning Carlsen : la sœur d'Ylajali
- 1967 : La Mante rouge (Den røde kappe) de Gabriel Axel : la veuve du roi Hamund
- 1972 : Population zéro
- 1987 : Le Festin de Babette (Babettes Gaestebud) de Gabriel Axel : Martina
- 1997 : Barbara de Nils Malmros : Ellen Katrine

## Distinctions
Sauf indication contraire, les informations mentionnées dans cette section peuvent être confirmées par la base de données cinématographiques IMDb,  présente dans la section « Liens externes ».
- 1955 : Bodil de la meilleure actrice pour La Parole
- 1959 : Bodil de la meilleure actrice pour L'étranger frappe à la porte